# The Acid Test (film 1914 Costello e Gaillard)
The Acid Test è un cortometraggio muto del 1914 diretto da Maurice Costello e Robert Gaillard. È l'esordio cinematografico di Adolphe Menjou, qui come comparsa non accreditata.
Nel marzo dello stesso anno era uscito nelle sale un altro corto sempre con il titolo The Acid Test, prodotto dalla Victor Film Company.

## Produzione
Il film fu prodotto dalla Vitagraph Company of America.

## Distribuzione
Distribuito dalla General Film Company, il film - un cortometraggio in due bobine - uscì nelle sale cinematografiche statunitensi il 12 maggio 1914.